# Лебанидзе, Георгий Иванович
Георгий Иванович Лебанидзе — советский хозяйственный, государственный и политический деятель.

## Биография
Родился в 1918 году в Тбилиси. Член КПСС с 1945 года.
С 1932 года — на хозяйственной, общественной и политической работе. В 1932—1990 гг. — ученик механика в артели, литературный сотрудник ряда газет, инструктор, заведующий сектором, заведующий делами ЦК ЛКСМ Грузии, заместитель главного редактора газеты «Молодой сталинец», помощник секретаря ЦК Компартии Грузии, заместитель заведующего отделом ЦК КП Грузии, редактор Кутаисской областной газеты «Сталинели», собственный корреспондент газеты «Правда» в Грузинской ССР.
Избирался депутатом Верховного Совета Грузинской ССР 9-го и 10-го созывов.
Умер после 1990 года.